# 原子力安全保安院

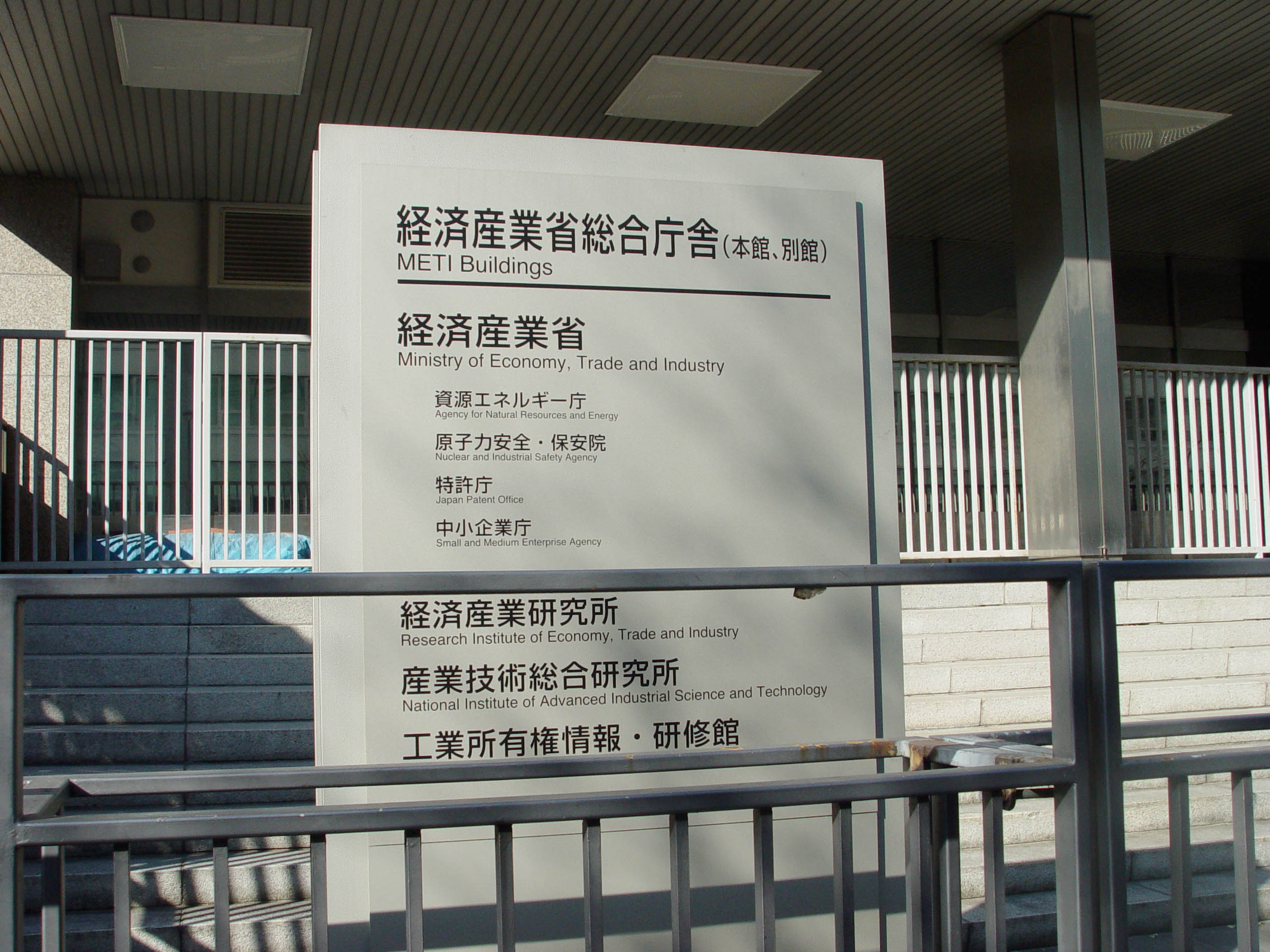
原子力安全保安院所在的「經濟產業省綜合廳舍別館」，位於東京霞關

原子力安全保安院（日语：／ Genshiryoku Anzen Hoanin ?，簡稱）是日本曾成立的在原子能以及其他能源安全使用的主管政府機關，隸屬於經濟產業省屬下的資源能源廳。成立於2001年1月6日，廢止於2012年9月19日。本部位於東京都千代田區霞關1丁目3番1号。2007年10月有職員803名（本院443名、監督部等360名）。2008年的年度預算為376億4000萬日元。該機關廢止後，改制為環境省所屬的原子力規制委員會。

## 概要
原子力安全保安院是經濟產業省資源能源庁下屬的特別機關。成立于2001年（平成13年）1月6日。本部位于東京都千代田區霞関，在全國各地還設有產業保安監督部、原子力保安檢查官事務所。其主要職能如下。
1. 確保核燃料的煉製、加工、贮藏、再處理、廢棄和原子能設施的安全。
2. 確保原子能利用中的安全。
3. 取締火藥的使用、確保煤氣和天然氣的安全利用、確保礦山安全開採。
4. 同各國相關機構保持国際合作和交流。
5. 在法律框架下，協助經濟產業省完成前述以外的任務。

由此可見原子力安全保安院不光負責日本的原子能設施和原子能利用的安全，還管理其他能源尤其煤氣，天然氣的安全利用和礦山的安全開採。

## 組織
- 院長（1名）
- 次長（1名）
- 審議官（核燃料再利用、使用中的反應堆、原子能安全、產業保安各1名）
- 首席統括安全審査官
- 计划調整課
- 國際室
- 原子力安全宣传課
- 原子力安全技術基盤課
- 原子力安全特別調査課
- 原子力發電安全審査課
- 原子力發電檢查課
- 核燃料再利用規製課
- 核燃料管理規制課
- 放射性廢棄物規制課
- 原子力防災課
- 保安課
- 電力安全課
- 煤氣安全課
- 液化石油氣保安課
- 礦山保安課
- 產業保安監督部（地方機關）

## 歷任院長
- 佐佐木宜彦 - 2001年1月
- 松永和夫 - 2004年6月
- 廣瀨研吉 - 2005年9月
- 薦田康久 - 2007年7月
- 寺坂信昭 - 2009年7月

## 關連項目
- 經濟產業省
- 原子力安全委員會
- 原子力委員會

## 外部連結
- 原子力安全保安院